# アプリス
株式会社アプリス（英: APLIS Corporation.）は、東京都武蔵野市中町に本社を置く食品パッケージ企画・製造販売会社。プラスチック食品容器が生まれて間もない1962年（昭和37年）に創業。創業者は、秋元譲。特注品に特化した食品パッケージを手掛ける製造販売メーカー。2020年8月、厚木プラスチック株式会社から株式会社アプリスに商号変更した。

## 概要
食品に特化した特注品プラスチック食品パッケージの製造・販売を行う。汎用品トレーの製造は行わず、特注品・特殊機能を備えるパッケージの製造販売を業とし、材質の研究、生産技術の開発までを行う。カップ麺、乳製品、デザート等のパッケージを中心とし、構成比は、麺・丼類：40%、乳製品・飲料：40%、その他が20%。

## ISO取得状況
2003年にISO9001を取得。

## 事業所・工場
- 本社

〒180-0006 東京都武蔵野市中町1-15-5 三鷹高木ビル6階
- 関東工場

〒371-0132 群馬県前橋市五代町680-2 芳賀東部工業団地内
- 関西営業部

〒532-0003 大阪府大阪市淀川区宮原3-5-24 新大阪第一生命ビルディング4F
- 九州営業部
- 九州工場

〒820-0066 福岡県飯塚市大字幸袋720-2

## 沿革
- 1962年11月 - 厚木プラスチック創業（東京都武蔵野市）
- 1964年4月 - 厚木プラスチック株式会社設立（資本金100万円）、三鷹工場開設（東京都三鷹市）
- 1966年9月 - 本社工場・三鷹工場を統合、東京都三鷹市下連雀に移転
- 1969年2月 - 本社・工場を東京都東久留米市に移転
- 1970年
  - 2月 - 資本金を400万円に増資
  - 3月 - 資本金を1,000万円に増資
- 1971年3月 - 資本金を2,000万円に増資
- 1973年8月 - 資本金を2,505万円に増資
- 1976年10月 - 西日本化成株式会社（福岡県飯塚市）を買収、九州営業所を開設
- 1977年12月 - 資本金を8,410万円に増資
- 1982年12月 - 資本金を1億円に増資、東京第2工場開設（東京都東村山市）
- 1987年12月 - 東京第2工場を閉鎖・移転、関東工場開設（群馬県前橋市）
- 1990年11月 - 九州工場改築
- 1994年4月 - 本社工場改築
- 1999年8月 - 本社工場を関東工場に移設統合（第1工場、第2工場）
- 2003年10月 - 関東工場新事務所棟新築
- 2004年
  - 3月 - 本社を東京都武蔵野市に移転
  - 8月 - 大阪営業所開設（大阪府大阪市）
- 2005年6月 -関東第3工場新築
- 2011年10月 - 関東第2工場増築
- 2012年5月 - 関東第3工場増築
- 2012年12月 - 九州物流センター新築
- 2013年10月 - 関東第3工場 第Ⅱ期増築
- 2014年9月 - 九州工場ISO9001 認証取得
- 2016年3月 - 関東工場エコアクション21認証取得
- 2020年8月 - 株式会社アプリスに商号変更